# Netherne-on-the-Hill
Netherne-on-the-Hill – wieś w Anglii, w hrabstwie Surrey, w dystrykcie Reigate and Banstead. Leży 24 km na południe od centrum Londynu.